# دراگان موتیباریچ
دراگان موتیباریچ (انگلیسی: Dragan Mutibarić؛ زادهٔ ۱۰ نوامبر ۱۹۴۶) بازیکن فوتبال اهل یوگسلاوی بود.
از باشگاه‌هایی که در آن بازی کرده‌است می‌توان به باشگاه فوتبال شالکه ۰۴ و باشگاه فوتبال واردار اشاره کرد.
وی همچنین در تیم‌های ملی فوتبال زیر ۲۱ سال یوگسلاوی و یوگسلاوی بازی کرده‌است.